# 保加利亚帝国
在欧洲中世纪的历史上，保加利亚人形成了保加利亚帝国（保加利亞語： [bəlɡɐrskʊt͡sarstvʊ] ）。帝国成为了地区的关键力量（尤其是与东南欧的拜占庭帝国保持势均力敌）保加利亚帝国存在两个不同的阶段：在公元7和11世纪之间，和在公元11世纪和14世纪之间。这两个“保加利亚帝国”不被视为互相分割的，而是应该认为在拜占庭帝国统治一段时间后，保加利亚帝国的恢复。

## 第一保加利亚帝国

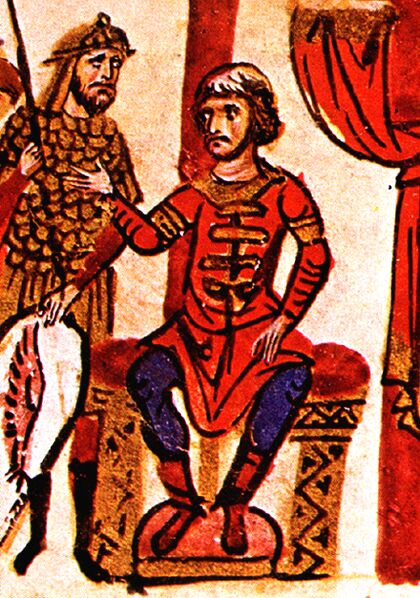
大汗 Omurtag （814年-831年）

第一保加利亚帝国建立在多瑙河的南北部，通常认为的存在时间是在公元681年至1081年。其在9世纪和10世纪初，逐渐在文化和领土上达到鼎盛时期。此时，它发展成为斯拉夫欧洲中的文化和文学中心。同时，它也成为欧洲最大的国家之一。

## 第二保加利亚帝国

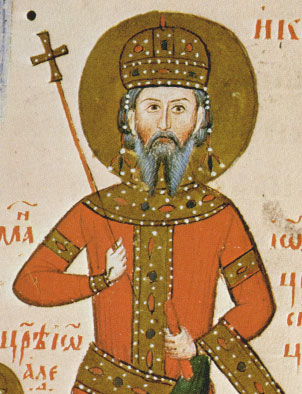
沙皇 伊凡·亚历山大（1331年-1371年）

1185年，在一系列的起义之后，帝国恢复，成立第二保加利亚帝国。直到14世纪后期，奥斯曼土耳其帝国侵入巴尔干。
在13世纪中期，在沙皇伊凡·阿森二世在位期间，国家逐渐恢复了旧日的威力。不过这个并没有持续多久。